# Moje Forbach
Moje Forbach, bürgerlich Amalie Staubwasser (* 24. September 1898 in München; † 21. Dezember 1993 ebenda), war eine deutsche Opernsängerin (Sopran) und Schauspielerin.

## Leben
Forbach verbrachte große Teile ihrer Kindheit und ihrer Jugend auf dem der Familie von Cetto gehörenden Schloss Reichertshausen. Ihr ursprüngliches Berufsziel war Hauswirtschaftslehrerin, doch auf Wunsch ihrer Mutter studierte sie ab 1916 Gesang in München. Nach ihrer Ausbildung legte sie sich ihren Künstlernamen zu und debütierte 1920 am Landestheater in Gotha in der Rolle der Elisabeth in Richard Wagners Tannhäuser. 1921 war Forbach am Stadttheater Augsburg engagiert, ab 1924 an der Staatsoper Stuttgart, bevor sie von Otto Klemperer an die Krolloper nach Berlin verpflichtet wurde. Während ihrer Berliner Zeit hatte Forbach eine Reihe von Gastverträgen, so 1926 und 1928 an der Wiener Staatsoper und an der Staatsoper Unter den Linden. Sie sang an den Staatsopern in München und Dresden, 1930 in Amsterdam, 1931 an den Nationalopern von Belgrad und Zagreb. Nach weiteren Engagements an der Hamburgischen Staatsoper 1934/35, am Nationaltheater Mannheim (1935) und 1936 am Stadttheater Trier beendete Moje Forbach ihre Gesangskarriere und arbeitete als Schauspielerin. Bis zum Ende des Zweiten Weltkrieges spielte sie am Altonaer Stadttheater in Hamburg, am Berliner Schillertheater und in Düsseldorf. Nach Kriegsende wirkte Forbach in Essen, an den Münchner Kammerspielen und zuletzt am Schauspiel Köln.
Moje Forbach sang in ihrer Opernlaufbahn viele Wagner-Partien, die Senta im Fliegenden Holländer, die Gutrune in der Götterdämmerung, Sieglinde und später auch die Brünnhilde in der Walküre und die Isolde in Tristan und Isolde. Weiterhin war sie die Charlotte in Ernst Kreneks Diktator, die Leonore in Beethovens Fidelio, die Marie in Wozzeck von Alban Berg oder sang die einzige Partie in Arnold Schönbergs Monodrama Erwartung.
Ab 1960 war Moje Forbach gelegentlich im Fernsehen zu sehen, daneben wirkte sie in einigen Hörspielproduktionen des Westdeutschen Rundfunks mit. Seit 1965 unterrichtete Forbach darüber hinaus an der Münchner Otto-Falckenberg-Schule.

## Familie
Moje Forbach wurde als älteste von drei Schwestern als Tochter des Generals Otto Staubwasser und seiner Frau Marianne, geb. von Cetto geboren. Ihre Großmutter war Jenny Mejo, ihre Großtante Anna Grobecker. Deren Eltern, Franz Mejo (1798–1855) und der Rosa Mejo-Straub (* 1798), waren somit ihre Urgroßeltern. Die vier Vorgenannten waren allesamt Opernsänger.

## Filmografie
- 1960: Ein Monat auf dem Lande
- 1967: Liebe für Liebe
- 1968: Teaparty
- 1968: Anna Böckler
- 1970: Der Nagel
- 1971: Der Selbstmörder
- 1975: Tristan
- 1982: Unheimliche Geschichten – Als die Zeit still stand

## Hörspiele
- 1953: Die Sündflut – Autor: Ernst Barlach – Regie: Ludwig Cremer
- 1954: Jeanne oder Die Lerche – Autor: Jean Anouilh – Regie: Wilhelm Semmelroth
- 1957: Christgeburt – Autoren: Karlheinz Gutheim und Wilhelm Reinking – Regie: Eduard Hermann
- 1960: Projekt "Schwarze Witwe" – Autor: Werner Helmes – Regie: Friedhelm Ortmann
- 1960: Ein kleiner trauriger Fluß – Autor: Günter Rudorf – Regie: Otto Kurth
- 1961: Die Orestie – Autor: Aischylos – Regie: Friedhelm Ortmann
- 1961: Es geschah in … (Folge: Die Überstunden des Simon Parblinger) – Autor: Josef Martin Bauer – Regie: Heinz Dieter Köhler
- 1962: Weiße Telefone – Autor: Werner Helmes – Regie: Otto Kurth